# Liste von Kriegsgräberstätten in Deutschland

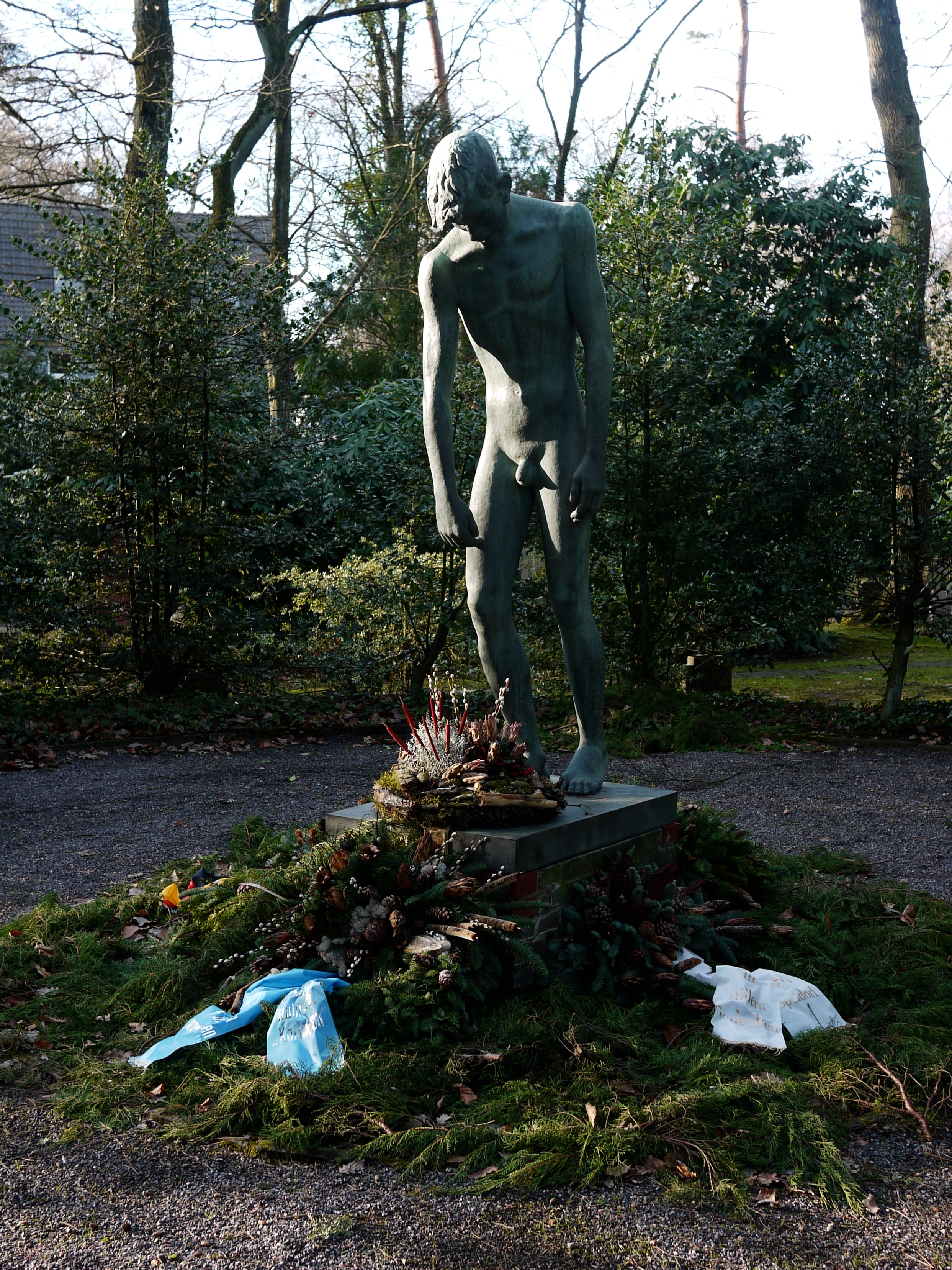
Zusammenbrechender Krieger, Ehrenfriedhof Mülheim

Die Liste von Kriegsgräberstätten in Deutschland ist nach Bundesländern untergliedert.
In Deutschland befinden sich insgesamt 760.000 Gräber allein von Kriegstoten aus der Sowjetunion.

## Liste
- Liste von Kriegsgräberstätten in Baden-Württemberg
- Liste von Kriegsgräberstätten in Bayern
- Liste von Kriegsgräberstätten in Berlin
- Liste von Kriegsgräberstätten in Brandenburg
- Liste von Kriegsgräberstätten in der Freien Hansestadt Bremen
- Liste von Kriegsgräberstätten in Hamburg
- Liste von Kriegsgräberstätten in Hessen
- Liste von Kriegsgräberstätten in Mecklenburg-Vorpommern
- Liste von Kriegsgräberstätten in Niedersachsen
- Liste von Kriegsgräberstätten in Nordrhein-Westfalen
- Liste von Kriegsgräberstätten in Rheinland-Pfalz
- Liste von Kriegsgräberstätten im Saarland
- Liste von Kriegsgräberstätten in Sachsen
- Liste von Kriegsgräberstätten in Sachsen-Anhalt
- Liste von Kriegsgräberstätten in Schleswig-Holstein
- Liste von Kriegsgräberstätten in Thüringen